# Música do Chade
O Chade é um país da África Central etnicamente diversificado na África. Cada uma de suas regiões tem suas próprias variedades exclusivas de música e dança. Os Fulas, por exemplo, usa flautas de um único tipo, enquanto a antiga tradição dos griot usa um kinde de cinco cordas e vários tipos de chifres, e a região de Tibesti usa alaúde e rabeca. Conjuntos musicais tocando cornetas e trombetas, como as longas trombetas reais conhecidas como "waza" ou "kakaki", são usadas em coroações e outras cerimônias da classe alta em todo o Chade e no Sudão.
O hino nacional do Chade é "La Tchadienne", escrito em 1960 por Paul Villard e Louis Gidrol com a ajuda do grupo de estudantes de Gidrol.

## Música popular
Após a independência, o Chade, como a maioria dos outros países africanos, rapidamente começou a produzir algumas músicas populares, principalmente em um estilo semelhante ao gênero soukous da República Democrática do Congo . Estilos de música popular chadiana incluem sai, que usava ritmos da parte sul do Chade - esse estilo foi popularizado por um grupo chamado Tibesti. Outras bandas incluem o International Challal do Sahel e African Melody, enquanto músicos incluem o guitarrista Ahmed Pecos e o músico chadiano-francês Clément Masdongar.

## Música tradicional

### Música Tubu
Os Tubu vivem na área ao redor das Montanhas Tibesti. Sua música tradicional gira em torno de instrumentos de cordas masculinas e música vocal feminina. Instrumentos de cordas como o keleli são usados para "falar por" artistas do sexo masculino, uma vez que é considerado inadequado para um homem cantar na frente de uma mulher adulta.

### Instrumentos
Os instrumentos tradicionais do Chade incluem o hu hu (instrumento de corda), kakaki (um chifre de estanho), maracas, alaúde, kinde (uma harpa) e vários tipos de chifres. Outros instrumentos incluem a flauta e tambor Kanembu e o balafon, apito, harpa e tambores kodjo dos Sara, enquanto os Baguirmians são conhecidos pelo tambor e a cítara, bem como uma dança folclórica em que uma batalha simulada é realizada entre os dançarinos empunhando grandes pilões.